# Beceni
Beceni è un comune della Romania di 4 720 abitanti, ubicato nel distretto di Buzău, nella regione storica della Muntenia.
Il comune è formato dall'unione di 9 villaggi: Arbănași, Beceni, Cărpiniștea, Dimiana, Dogari, Florești, Izvoru Dulce, Mărgăritești, Valea Părului.